# El Houidjbet
El Houidjbet è un comune dell'Algeria, situato nella provincia di Tébessa.